# Leonard Ratajczyk
Leonard Ratajczyk (ur. 1928) – polski historyk, prof. dr hab., pułkownik Wojska Polskiego.
Był pracownikiem Wojskowej Akademii Politycznej. Był tam kierownikiem Katedry Historii Wojskowej. Zajmował się dziejami wojskowości polskiej.

## Wybrane publikacje
- Powstanie pod względem wojennym, Warszawa: Wojskowa Akademia Polityczna im. F. Dzierżyńskiego 1959.
- Franciszek Kopernicki, Pamiętnik z powstania styczniowego: notatki z powstania w województwie kaliskim 1863 i 1864 r., wstęp i przypisy Emanuel Halicz, przygot. do druku E. Halicz, Leonard Ratajczyk, Warszawa: Wojskowa Akademia Polityczna im. F. Dzierżyńskiego, 1959.
- Władysław Ignacy Nowacki-Kopaczyński, Pamiętnik Junoszy, oficera polskich żandarmów w powstaniu styczniowym, przygot. do druku Emanuel Halicz, Leonard Ratajczyk, wstęp oprac. Emanuel Halicz, Warszawa: Wojskowa Akademia Polityczna 1960.
- Wypisy do ćwiczeń z historii wojskowej, cz. 1: Okres od starożytności do końca XIX w., z. 1: Do bitwy pod Lutynią 1757 r., Warszawa: Wojskowa Akademia Polityczna im. F. Dzierżyńskiego 1961.
- Wypisy do ćwiczeń z historii wojskowej, cz. 1: Okres od starożytności do końca XIX w., z. 2: Od 1789 do 1871 r., Warszawa: Wojskowa Akademia Polityczna im. F. Dzierżyńskiego 1961.
- Polska wojna partyzancka 1863-1864: okres dyktatury Romualda Traugutta, Warszawa: Wydawnictwo Ministerstwa Obrony Narodowej 1966.
- Generał Jan Henryk Dąbrowski 1755-1818: materiały z międzyuczelnianej sesji naukowej UAM i WAP odbytej w Poznaniu 28 III 1969, [red. nauk. Witold Jakóbczyk, Leonard Ratajczyk, Poznań: Uniwersytet im. Adama Mickiewicza 1970.
- (współautorzy: Tadeusz Konecki, Edward Krawczyk), Historia wojskowości : podręcznik dla wyższych szkół oficerskich, Warszawa: Wydawnictwo Ministerstwa Obrony Narodowej 1971.
- Przezwyciężenie kryzysu militarnego Polski przed reformami Sejmu Czteroletniego, Warszawa: Wojskowa Akademia Polityczna im. F. Dzierżyńskiego. Katedra Historii Wojskowej 1975.
- Wojsko i obronność Rzeczypospolitej 1788-1792, Warszawa: Wydaw. Ministerstwa Obrony Narodowej 1975.
- Pokojowe misje Ludowego Wojska Polskiego w świecie po 1945 roku materiały z konferencji naukowej przeprowadzonej w Zegrzu 20.10.1976, pod red. Leonarda Ratajczyka, Warszawa: Wojskowa Akademia Polityczna im. F. Dzierżyńskiego 1977.
- Historia wojskowości: podręcznik dla wyższych szkół oficerskich, Warszawa: Wydaw. Ministerstwa Obrony Narodowej 1975 (wyd. 2 - Warszawa: Wydaw. Min. Obrony Narodowej 1980).
- Polska Ludowa spadkobiercą rewolucyjnych i patriotycznych dążeń narodu, Warszawa: Wydaw. Ministerstwa Obrony Narodowej 1979.
- Z dziejów oręża polskiego i walki o postęp społeczny, Warszawa: Wydaw. Min. Obrony Narodowej 1979.
- Przeobrażenie kadry oficerskiej i podoficerskiej wojska polskiego w XVIII wieku: referat na międzynarodową konferencję organizowaną przez Wydział Brukliński Uniwersytetu Nowojorskiego w Nowym Jorku 3-5 XII 1979 r. pt. "Wojna i społeczeństwo w Europie Środkowej w XVIII i XIX wieku", Warszawa 1979.
- 25 lat misji pokojowych Ludowego Wojska Polskiego w świecie : materiały z konferencji naukowej z dnia 5 lipca 1978 roku, przygot. zespół nauk. Leonard Ratajczyk, Warszawa: Wydaw. Ministerstwa Obrony Narodowej 1980.
- Historyczny rodowód polskiego ceremoniału wojskowego, pod red. Leonarda Ratajczyka, Warszawa: Wydaw. Min. Obrony Narodowej 1981.
- 120 rocznica powstania styczniowego na ziemiach województwa ostrołęckiego 1863-1983: materiały sesji popularnonaukowej, Ostrów Mazowiecka, 12.II.1983, red. nauk. Leonards Ratajczyk, Warszawa: Instytut Wydawniczy Związków Zawodowych 1984.
- Żołnierze Powstania Kościuszkowskiego w malarstwie Michała Stachowicza: zestaw 30 przezroczy, układ i wybór Leonard Ratajczyk, Warszawa: "Epoka" 1984.
- (współautor: Jerzy Teodorczyk), Wojsko powstania kościuszkowskiego w oczach współczesnych malarzy, Warszawa: Wydaw. Min. Obrony Narodowej 1987.
- Kalendarium życia i działalności Tadeusza Kościuszki, Maciejowice: Krajowe Sympozjum Kościuszkowskie 1990.
- Losy Tadeusza Kościuszki po bitwie maciejowickiej, Maciejowice: Krajowe Sympozjum Kościuszkowskie w Maciejowicach 1990.
- O tradycjach kościuszkowskich na Białorusi, Warszawa: Polska Fundacja Kościuszkowska 1991.
- Udział Tadeusza Kościuszki w wojnie o niepodległość Stanów Zjednoczonych Ameryki 1776-1784, Warszawa: Polska Fundacja Kościuszkowska 1991.
- W obronie niepodległości Rzeczypospolitej i Konstytucji 3 Maja, Warszawa: Polska Fundacja Kościuszkowska 1991

## Nagrody
- Srebrne Pióro Żołnierza Wolności za publicystykę z dziedziny historii i tradycji ludowego Wojska Polskiego (1977)[2]